# Celleporaria sibogae
Celleporaria sibogae är en mossdjursart som beskrevs av Winston och Heimberg 1986. Celleporaria sibogae ingår i släktet Celleporaria och familjen Lepraliellidae. Inga underarter finns listade i Catalogue of Life.